# Erina Mano
Erina Mano (în japoneză 真野恵里菜; n. 11 aprilie 1991) este o cântăreață de muzică pop și actriță japoneză asociată în trecut cu Hello! Project. Ea a fost membră în Ongaku Gatas din anul 2007 până în anul 2008. Ea a cântat cu Mobekimasu și Bekimasu.

## Filme
- Kamen Rider × Kamen Rider Fourze & OOO: Movie War Mega Max - Nadeshiko Misaki
- Waga Haha no Ki ~ Chronicle of My Mother[1][2] (2012, as Sadayo the maid)
- Kamen Rider × Kamen Rider Wizard & Fourze: Movie War Ultimatum - Nadeshiko Misaki
- The Next Generation -Patlabor- (2014, 2015) as Akira Izumino
- Tag (2015)

## Premii

### Japan Gold Disc Awards
| An   | Beneficiar | Premiu             | Rezultat |
| ---- | ---------- | ------------------ | -------- |
| 2010 | Erina Mano | Best 5 New Artists | Câștigat |